# Eddy Offord
Pour les articles homonymes, voir Offord.
Eddy Offord, (né le 20 février 1943), est un producteur de disques et ingénieur du son anglais à la retraite qui s'est fait connaître dans les années 1970 pour son travail sur les albums des groupes de rock progressif Emerson, Lake & Palmer et Yes. 

## Biographie
Eddy Offord étudie la physique à l'université, et décroche en parallèle un emploi de stagiaire aux studios Advision à Londres. Peu de temps après son arrivée au sein de ces studios, il devient ingénieur du son. Il passe une grande partie de sa carrière à travailler aux studios Advision. En 1970, il commence sa collaboration avec le groupe Emerson, Lake and Palmer, puis peu de temps après, il travailla avec Yes.
À la fin des années 1970, Eddy s'installe aux États-Unis où il travaille à Woodstock, Atlanta et Los Angeles. En 1994, il annonce sa retraite de l'industrie musicale. En 2011, il change d'avis. 
Peu de choses ont été publiées sur la biographie d'Eddy. La plupart des informations que l'on peut trouver sur lui sont triviales et anecdotiques. Par exemple, il semble que le titre étrange Schindleria Praematurus du solo de basse de Chris Squire sur l'album Fragile de Yes soit dû à Eddy : Squire avait en tête une mélodie qui nécessitait un nom de huit syllabes. Il avait alors décidé qu'il s'agissait d'un poisson et avait demandé à Eddy s'il connaissait un nom qui correspondrait. La photo d'Eddy apparaît à côté de celle des membres de Yes, au verso de la pochette de l'album Close to the Edge, l'un des disques les plus célèbres de rock progressif. 
Sur l'album Tarkus, le groupe Emerson, Lake and Palmer dédie à Eddy Offord une chanson de pur rock 'n' roll intitulé Are You Ready, Eddy ?, dans lequel Greg Lake chante des phrases récurrentes (« Are you ready, Eddy, with your 16 tracks ? » - « Es-tu prêt, Eddy, avec tes 16 pistes ? »).

## Discographie

### Emerson, Lake and Palmer
- 1970 : Emerson, Lake & Palmer
- 1971 : Tarkus
- 1971 : Pictures at an Exhibition
- 1972 : Trilogy

### Yes
- 1971 : The Yes Album
- 1971 : Fragile
- 1972 : Close to the Edge
- 1973 : Tales from Topographic Oceans
- 1974 : Relayer
- 1980 : Drama
- 1991 : Union

### Autres
- Album avec APOSTLES.
  - APOSTLES (1992)

- Albums avec Brian Auger and the Trinity
  - Open (1968; avec Julie Driscoll)
  - Definitely What! (1969)
  - Streetnoise (1969; avec Driscoll)

- Albums avec Heads Hands and Feet
  - Heads Hands and Feet (1971)
  - Tracks (1972)

- Albums avec Taste et Rory Gallagher
  - Taste (1969)
  - On the Boards (1970)
  - Rory Gallagher (1971)

- Albums avec Baker Gurvitz Army
  - Baker Gurvitz Army (1974)
  - Elysian Encounter (1975)
  - Hearts on Fire (1976)

- Albums avec David Sancious & Tone 
  - True Stories (1978)
  - Just As I Thought (1979)

- Album avec Rozetta Stone 1979 coproduit par Philippe Saisse 
  - Where's My Hero 1980

- Album avec Blackjack
  - Worlds Apart (1980)

- Album avec Andy Pratt
  - Motives  (1979)

- Album avec Dixie Dregs (coproduit avec Steve Morse)
  - Industry Standard (sous le nom The Dregs) (1982)

- Album avec Pallas
  - The Sentinel (1984)

- Album avec  Art in America
  - Art in America (Sony/Pavillion 1983)

- Album avec Jay Aaron (assistant ingénieur et coproducteur avec Jay Aaron)
  - Jay Aaron Inside/Out (Warner Bros. 1990)

- Albums avec 311
  - Music (1993)
  - Grassroots (1994)

- Album avec Opus
  - Opus (1987)

- Album avec National Head Band
  - Albert 1 (1971)

- Albums avec Tinsley Ellis
  - Storm Warning (1994)
  - Hell or High Water (2002)

- Album avec Utopia (ingénieur sur 2 chansons)
  - Ra (1977)